# (500244) 2012 JW38
(500244) 2012 JW38 es un asteroide perteneciente al cinturón de asteroides, descubierto el 1 de mayo de 2012 por el equipo del Mount Lemmon Survey desde el Observatorio del Monte Lemmon, Arizona, Estados Unidos.

## Designación y nombre
Designado provisionalmente como 2012 JW38.

## Características orbitales
2012 JW38 está situado a una distancia media del Sol de 2,628 ua, pudiendo alejarse hasta 3,049 ua y acercarse hasta 2,207 ua. Su excentricidad es 0,160 y la inclinación orbital 4,279 grados. Emplea 1556,83 días en completar una órbita alrededor del Sol.

## Características físicas
La magnitud absoluta de 2012 JW38 es 17,9.